# 約翰福音

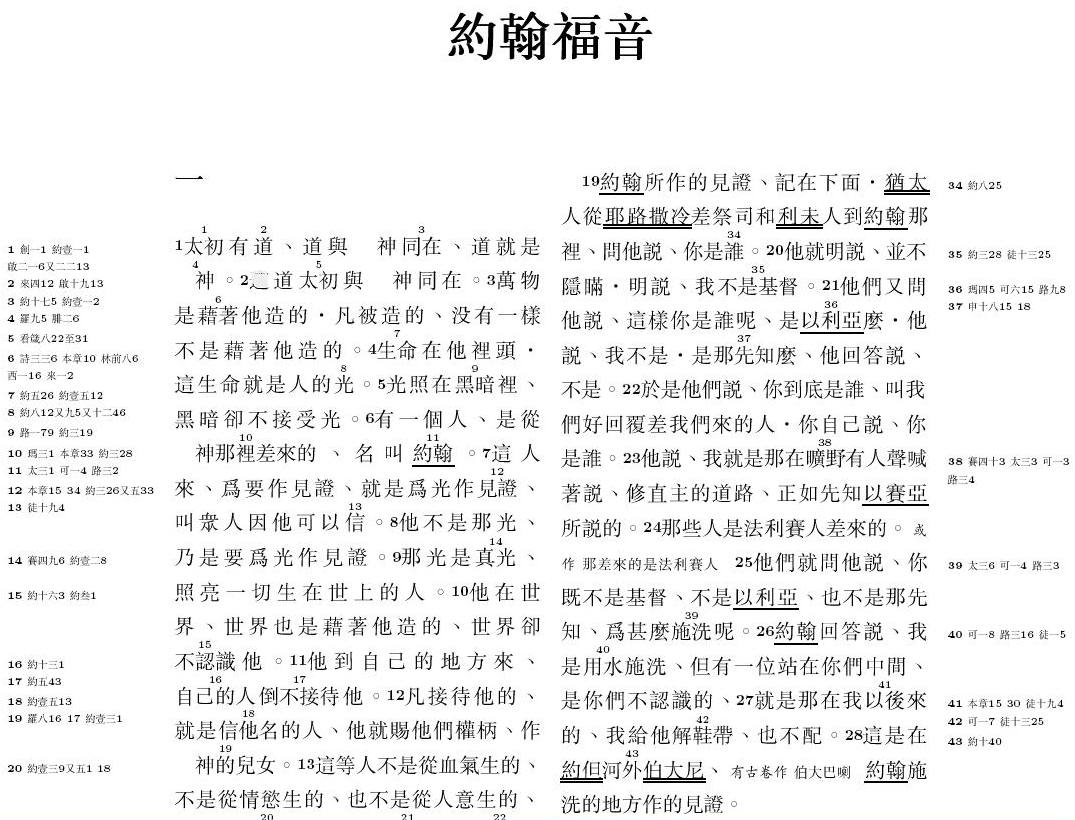
（使用排版软件LaTeX/CJK）

《約翰福音》或譯《若望福音》（希臘語：Κατὰ Ἰωάννην），是《新約聖經》正典的第四部福音，共21章，是四福音書中最遲寫成。本書中記載的耶穌言行有許多未記錄在其他三卷福音書。
文體淺顯但深邃，特別強調耶穌的神性和基督徒屬靈生命的建造。寫作主題是生命的福音，寫作目的在介紹耶穌就是上帝的逻各斯（λογος，意思即是「話語」，亦作「道」或「聖言」）以人的形象呈現，作者証明耶穌基督是救主，來進入人的生命。本書被教父革利免稱為「屬靈的福音書」。
基督教傳統上，相信它的作者是福音書作者約翰，即是使徒約翰。

## 作者
雖然《約翰福音》中從沒有提及作者姓名，教會傳統，認為是使徒約翰所寫。使徒約翰原為漁夫，後蒙耶穌呼召成了十二門徒之一。耶穌升天後，約翰於早期基督教會中扮演着重要的角色，老年被充軍至地中海中的拔摩岛，他是唯一在第一世紀末仍存活的使徒。傳統上認為，約翰福音是在他老年時所寫的。
有怀疑论者指出：約翰福音的行文流暢，但出自同一個作者的《啟示錄》的文法卻是錯漏百出。所以，約翰福音並非約翰本人所寫，而是後人偽託。就此，有聖經學者認為：本福音很可能是口述歷史，約翰講述，而由其他人代為筆錄，所以文句都經過潤飾而變得通順；相反的，約翰在撰寫《啟示錄》正當被流放的階段，文章沒有人捉刀，所以文句不通順。然而，兩者要表達的訊息都是一致的。書中好幾次稱執筆者為“耶穌所愛的”門徒，並且引述耶穌談及執筆者的話：“我若要他等到我來的時候，與你何干？”（《約翰福音》第21章第20节至第22节参）耶穌的話暗示這位門徒會比彼得和其他使徒長壽得多。這一切事情都跟使徒約翰吻合。
根據《約翰福音》的結尾，這本福音書的作者，他寫作的目的，是為了為耶穌所愛的門徒所作見證。因此有學者認為，福音書作者的年代應該晚於十二使徒，可能與使徒約翰是不同的人。

## 写作背景
雖然《約翰福音》並沒有透露日期明確地，一般人都相信是在公元90–100年左右寫成，寫作地點可能是以弗所附近。

## 真确性和地位
二十世紀一些重要手抄本的發現對於證實約翰福音的真確性有重要貢獻。其中之一是在埃及發現的約翰福音殘片，現稱為賴蘭德斯紙莎草紙抄本第457號（P52）。傳統的見解認為約翰於公元第一世紀末執筆寫成約翰福音。論到上述古抄本對此説的支持，已故的凱尼恩爵士説：“抄本的篇幅雖然不大，卻足以證明有一份福音手抄本在大約公元130–150年間，很可能在發現地點──當時的埃及行省內流傳。福音書由寫作地點流傳開來至少需要一段時間，即使作最低的估計，也會把寫作時間推至跟傳統所認定的日期，即公元第一世紀的最後十年，十分接近。”

## 主題特色
作者清楚表明他的目的，就是要使人信耶穌是基督，是神之子，並因信祂而得生命。從本書多處解釋猶太風俗（《約翰福音》第4章第9节参）及希伯來字義（《約翰福音》第1章第38节参）的做法看來，作者傳道的對象包括不諳希伯來語，散居四處的猶太人和外邦人。
約翰福音的引言部分十分特别，它透露道就是耶穌，在太初便“與上帝同在”，萬物都是藉着道造的。（《約翰福音》第1章第2节参）把父與子之間的寶貴關係闡明出來之後，約翰以傳神的筆觸描述耶穌的工作和演講。他特别着重這個觀點：在上帝的偉大安排中，親密的愛把一切事物團結起來。耶穌在地上一生的這份記錄記述從公元29至33年耶穌的事迹，並且刻意提及耶穌在執行服事職務期間參加過四次逾越節慶祝，由此提供證據表明他從事服事職務的時間共計三年半。其中三次均指名提及逾越節。另一次則僅説是“猶太人的一個節期”，但上文提及耶穌在此不久之前説，“到收割的時候還有四個月”。這表示所謂“猶太人的一個節期”便是逾越節，因為這個節期是在收割的起頭舉行的。
本福音書跟符類福音（頭三卷福音書）在多方面不相同。有關耶穌生平方面，本書略去了許多事蹟，如耶穌誕生，受試探，登山寶訓，許多加利利的传道工作，纪念晚餐的設立，客西馬尼園的禱告等。在耶穌所行的神蹟中，本書只記載七個神蹟表記──水變酒（《約翰福音》第2章第1节至第11节参），醫治癱子，餵飽五千人，履海（《約翰福音》第6章第16节至第21节参），醫治瞎子及叫拉撒路復活（《約翰福音》第11章第1节至第45节参）。約翰所記的大部分是補充性的資料，高達百分之九十二是其他三部福音書所無的新資料。雖然如此，約翰最後仍然説：“耶穌所行的事還有許多，若是一一地都寫出來，我想，所寫的書就是世界也容不下了。”（《約翰福音》第21章第25节参）

## 主要內容
主題：生命的福音──證明耶穌基督是神救主，來作生命，使神得擴增。

### 序言：介紹“道”
（《約翰福音》第1章第1节至第18节参）約翰以簡潔優美的言辭寫出太初的“道（有译本也译作「话语」、「圣言」（the Word））”，“太初有道，道与上帝同在，道就是上帝。这道太初与上帝同在。万物是藉着他造的；凡被造的，没有一样不是藉着他造的生命是藉着他造的”（1:1-3）。他成了“人的光”，（施浸者）約翰為他作見證。光在世界裏，世界卻不認識他。凡接待他的都成了上帝的兒女，是上帝所生的。正如律法通過摩西傳下來，“恩典「非配得仁慈」，和真理都是由耶穌基督來的。”（《約翰福音》第1章第17节参）

### 向人介紹“上帝的羔羊”
（《約翰福音》第1章第19节至第51节参）施洗约翰承認自己不是基督，但説在他之後會有一位快要來，他就是給這位解鞋帶也不配。翌日，耶穌來到約翰那裏，後者隨即承認他就是“上帝的羔羊，除去世人罪孽的”。接着，約翰把自己的兩個門徒介紹給耶穌，其中之一是安得烈；他把自己的兄弟彼得也帶到耶穌那裏。腓力和拿但業也接受耶穌是“上帝的兒子，⋯⋯是以色列的王”。（《約翰福音》第1章第49节参）

### 耶穌所行的奇迹
（《約翰福音》第2章第1节参至《約翰福音》第6章第71节参）耶穌在加利利的迦拿行了第一個奇迹，在婚筵上把水變成上好的酒。這是耶穌“所行的頭一件神迹，⋯⋯他的門徒就信他”。（《約翰福音》第2章第11节参）耶穌上耶路撒冷守逾越節，見殿裏有商販和兑換銀錢的人，便拿起鞭子把他們趕出聖殿。他的門徒因他這麽熱心，就想起預言得到應驗：“我為你的殿心裏焦急，如同火燒。”他預言自己身體的殿會被拆毁，三日內要再建立起來。
心懷恐懼的尼哥德慕在夜間來見耶穌。他承認耶穌是上帝差來的。耶穌告訴他人必須從水和聖靈而生才能進上帝的國。人若要得生命，就必須相信人子是從天上降下來的。“上帝愛世人，甚至將祂的獨生子賜給他們，叫一切信祂的，不致滅亡，反得永生。”（約翰福音第3章第16節）光來到世間，與黑暗勢不兩立。耶穌説：“但行真理的必來就光。”施浸者約翰獲悉耶穌在猶太地的活動之後，便聲明自己不是基督，可是，“新郎的朋友⋯⋯聽見新郎的聲音就甚喜樂。”耶穌必興旺，約翰必衰微。
耶穌再次往加利利去。耶穌僕僕風塵，“因走路困乏，”就在叙加的雅各井旁坐下歇息，他的門徒則到城裏去買食物。（《約翰福音》第4章第6节参）那時正值中午，即第六個時辰。有一個撒馬利亞婦人前來打水，耶穌向她要點水喝。他當時雖甚覺勞累，但仍開始向婦人解釋那能使人永感舒暢的真“水”，這水能為一切“以靈以真”敬拜上帝的人帶來永生。門徒回來請他吃點食物果腹，但他説：“我的食物就是遵行差我來者的旨意，並且完成他的工作。”他在那地多逗留兩天，結果許多撒馬利亞人都相信“這位真是世人的救主”。到了加利利的迦拿，耶穌甚至不用走近病人的床榻便把一個大臣的兒子醫好。
耶穌再次上耶路撒冷去守猶太人的節期。他在安息日把一個病人治好，結果招來敵人的猛烈抨擊。耶穌反駁説：“我父做事直到如今，我也做事。”（《約翰福音》第5章第17节参）當下猶太人的領袖指責耶穌不但違反了安息日，而且由於把自己當作和上帝平等而犯了褻瀆罪。耶穌回答説子憑自己不能做什麽，唯獨完全倚靠天父才能行事。他作了一項令人驚訝的宣布，指出“凡在墳墓裏的，都要聽見他的聲音，就復活出來。”但耶穌對那些毫無信心的聽衆説：“你們互相受榮耀，卻不求從獨一之上帝來的榮耀，怎能信我呢？”
耶穌施行奇迹，用五個餅和兩條小魚餵飽了5000人。群衆於是試圖强迫他作王，但他卻退到山上去了。後來，他指責群衆為了“那必壞的食物”而勞力。其實，他們應當“為那存到永生的食物”勞力才對。他指出凡信他是上帝兒子的人，就是吃生命的糧了，然後他補充説：“你們若不吃人子的肉，不喝人子的血，就沒有生命在你們裏面。”門徒中有許多人對這番話甚表不滿，就不再跟從他。耶穌問12使徒説：“你們也要去嗎？”彼得回答説：“主啊，你有永生之道，我們還歸從誰呢？我們已經信了，又知道你是上帝的聖者。”然而，耶穌知道猶大將要出賣他，便説他們中間有個毁謗者。

### “光”和黑暗勢不兩立
（《約翰福音》第7章第1节参至《約翰福音》第12章第50节参）耶穌暗暗上耶路撒冷，在住棚節過了一半時露面，並在殿裏公開教導人。衆人議論紛紛，納罕他究竟是不是基督。耶穌告訴他們：“我來並不是由於自己。但那差我來的是真的，⋯⋯他也差了我來。”在另一個場合，耶穌高聲向群衆説：“人若渴了，可以到我這裏來喝。”奉派捉拿耶穌的差役空手而回，向衆祭司報告説：“從來沒有像他這樣説話的！”法利賽人勃然大怒，反駁説沒有任何統治者信了耶穌，而且加利利也從沒有出過先知。
耶穌作進一步的演講，並且宣告説：“我是世界的光。”有人惡意誣衊耶穌，指控他作假見證、從淫亂而生、是撒馬利亞人、並且有鬼附身，耶穌有力地回答敵人説：“我若榮耀自己，我的榮耀就算不得什麽；榮耀我的乃是我的父。”他宣稱：“還沒有亞伯拉罕就有了我。”至此猶太人想殺死他，但卻不得逞。在大受挫折之餘，他們盤問一個由耶穌施行奇迹使其恢復視力的男子，然後把他趕出去。
耶穌再次向猶太人説話。這次他論及好牧人，好牧人指名呼喚手下的羊，並甘願為羊捨命，“好叫他們得生命，並且得的更豐盛”。他説：“我另外有羊，不是這圈裏的，我必須領他們來，他們也要聽我的聲音，並且要合成一群，歸一個牧人。”他告訴猶太人，沒有人能够從他的父手中把羊奪去，並説自己與父是合一的。他們又試圖用石頭打死他。他們指控他褻瀆上帝。為了答覆敵人的指責，耶穌提醒他們詩篇一書把地上某些位高勢雄的人稱為“神”，而他只是將自己稱為上帝的兒子而已。（《詩篇》第82篇至第6篇参）他敦促他們至少應當相信他的作為。（《約翰福音》第10章第34节参）
從距離耶路撒冷不遠的伯大尼傳來消息，馬利亞和馬大的兄弟拉撒路病了。耶穌抵達時，拉撒路已經死去，並且葬在墳墓裏已有四日之久。耶穌施行了一個驚人的奇迹，使拉撒路復活過來，結果許多人都信了耶穌。猶太公會於是召開特别會議，大祭司該亞法被迫預言基督注定要替國家死。既然大祭司和法利賽人商議要殺耶穌，耶穌便暫避一下，不在公衆場所露面。
逾越節前六日，耶穌在前往耶路撒冷的途中再次來到伯大尼，並接受拉撒路一家的款待。然後，在安息日的翌日，即尼散月9日，他在人民夾道歡呼之下騎着驢駒子進入耶路撒冷。法利賽人彼此議論説：“看哪，你們是徒勞無益，世人都隨從他去了。”耶穌以一粒麥子為喻，表示他必須先死去，然後才能結出果子為人帶來永生。他懇求天父榮耀他的名，其後有聲音從天上發出説：“我已經榮耀了我的名，還要再榮耀。”耶穌敦促聽者要避開黑暗，行在光中，不錯，要成為“光明之子”。黑暗的勢力正逐漸迫近他，他提出有力的呼籲，促請人信他是「到世上來的光」。

### 耶穌對忠心使徒的臨别訓話
（《約翰福音》第13章第1节参至《約翰福音》第16章第33节参）耶穌與12使徒共進逾越節晚餐之際，他在席上站起來，脱下外衣，拿一條毛巾和一個腳盆開始為門徒洗腳。彼得表示異議，但耶穌説他也必須為彼得洗腳，然後耶穌勸勉門徒要跟從他所立的謙卑榜樣，因為“僕人不能大於主人”。他表示有人要出賣他，然後把猶大遣走。猶大離去後，耶穌開始親切地對其他人談話。他説：“我賜給你們一條新命令，乃是叫你們彼此相愛；我怎樣愛你們，你們也要怎樣相愛。你們若有彼此相愛的心，衆人因此就認出你們是我的門徒了。”
在這個危急關頭，耶穌對門徒説了一番感人至深的安慰之言。他們必須對上帝及對他懷具信心。在他父的家裏有許多住處，他必再來接他們到他的家裏去。耶穌説：“我就是道路、真理、生命；若不藉着我，沒有人能到父那裏去。”他安慰門徒説，只要他們懷具信心，便可以成就比他所做的更大的事；他們奉他的名無論求甚麽，他都會賜給他們，為要叫父得榮耀。耶穌應許賜給他們另一個幫助者，即“真理的聖靈”。聖靈會將一切的事指教他們，並且使他們想起他對他們所説的一切話。他要到天父那裏去，他們應當為此歡喜，因為耶穌説：“父是比我大的。”
耶穌説自己是真葡萄樹，他父是栽培的人。他敦促門徒要與他保持合一，説：“你們多結果子，我父就因此得榮耀，你們也就是我的門徒了。”（《約翰福音》第15章第8节参）他們的喜樂怎樣才可以充足？藉着彼此相愛，像他愛他們一樣。耶穌稱他們為朋友。這是多麽寶貴的關係！世界會恨他們，猶如恨耶穌一樣；世界也會逼迫他們，但耶穌必差遣幫助者前來為他作見證，並引導門徒明白一切真理。他與他們再次相見時，他們的憂愁便會化為喜樂了，而且無人能奪去他們的喜樂。他的話使門徒大感安慰：“父自己愛你們；因為你們已經愛我，又信我是從父出來的。”不錯，他們會被驅散，但耶穌説：“我將這些事告訴你們，是要叫你們在我裏面有平安。在世上，你們有苦難；但你們可以放心，我已經勝了世界。”

### 耶穌為門徒禱告
（《約翰福音》第17章第1节至第26节参）耶穌向天父禱告説：“認識祢，獨一的真神，並且認識祢所差來的耶穌基督，這就是永生。”耶穌已在地上完成了父託付給他的工作，現在他祈求能够與父同享在未有世界以先便與父共享的榮耀。他已將父的名顯明與門徒，並且祈求父“因他所賜的名”保守他們。他懇求天父，不是叫門徒離開世界，而是保守他們脱離那惡者，並且用祂話語的真理使他們成聖。耶穌在禱告裏更進一步為那些因門徒的話而信他的人祈求，“使他們都合而為一。正如你父在我裏面，我在你裏面，使他們也在我們裏面，叫世人可以信你差了我來。”他求天父使這些人也能分享他的屬天榮耀，因他已將父的名指示他們，好叫他的愛能常在他們裏面。

### 基督受審及被釘在十字架上
（覆盖《約翰福音》第18章第1节参至《約翰福音》第19章第42节参）耶穌與門徒過了汲淪溪，來到一個園子裏。就在那裏，使徒猶大出賣耶穌，領了一隊兵士前來逮捕他。耶穌逆來順受，不加反抗。然而彼得卻拿起刀來保衛他，但主責備他説：“我父所給我的那杯，我豈可不喝呢？”（《約翰福音》第18章第11节参）然後耶穌被人捆綁，帶到大祭司該亞法的岳父亞那面前。使徒約翰和使徒彼得緊緊跟在後面。由於約翰的緣故，他們得以進入大祭司的院子，彼得就在那處三次不認基督。亞那首先盤問耶穌，然後把他帶到該亞法面前。後來耶穌更被帶到羅馬總督彼拉多面前受審，猶太人鼓噪要把他處死。
彼拉多問道：“你是王嗎？”耶穌回答説：“你説我是王。我為此而生，也為此來到世間，特為給真理作見證。”（《約翰福音》第18章第37节参）彼拉多找不着證據證明耶穌有罪，於是打算放他，因為當時有個習俗，規定在逾越節可以釋放囚犯。但猶太人卻要求寧願釋放强盜巴拉巴。彼拉多將耶穌鞭打了，然後再試圖釋放他，但猶太人高聲喊道：“釘死他！釘死他！⋯⋯因他以自己為上帝的兒子。”彼拉多告訴耶穌他有權柄把他釘死，但耶穌回答説：“若不是從上頭賜給你的，你就毫無權柄辦我。”猶太人再次呼喊説：“除掉他！除掉他！釘死他！⋯⋯除了凱撒，我們沒有王。”至此，彼拉多遂把耶穌交給兵士釘在十字架上。
他們就把耶穌帶到“一個地方，名叫‘髑髏地’，希伯來話叫各各他”，還有兩個人和他一同被釘。彼拉多在耶穌的柱上釘了一塊牌子，上面寫道：“猶太人的王，拿撒勒人耶穌”，是用希伯來文、拉丁文和希臘文寫的，好叫人人都看得見和看得明白。（参看《約翰福音》第19章第17节参，《約翰福音》第19章第19节参）耶穌把母親交託給約翰照顧。最後，在領受了一點酸酒之後，耶穌喊道：“成了！”便低下頭，斷了氣。（《約翰福音》第19章第30节参）正如預言所説一般，行刑的兵士為了分他的裏衣而拈鬮；他們沒有打斷他的腿，卻用槍扎他的肋旁。其後，亞利馬太人約瑟和尼哥德慕為耶穌的身體作了安葬的準備，然後將其放在附近的一座新墳墓裏。

### 復活之後多次顯現
（《約翰福音》第20章第1节参至《約翰福音》第21章第25节参）約翰為基督所作的見證最後以記述他的復活而完滿地結束全文。抹大拉的馬利亞發現墳墓裏空空如也，彼得和另一個門徒（約翰）跑到墳墓那裏，看見裏面只剩下細麻布和裹頭巾。馬利亞仍站在墳墓外面，她跟兩個天使説話，然後與另一個人説話。起初她以為那人是園丁。及至他回答説：“馬利亞！”馬利亞便立即認出他就是耶穌。接着耶穌向一批在鎖上門的房子裏聚集的門徒顯現，告訴他們不久他們便會通過聖靈獲得力量。後來，多馬由於當時不在場而拒絶相信這件事。但八天之後，耶穌再次顯現，向多馬提出證據；當下多馬喊叫説：“我的主！我的上帝！”過了若干日子，耶穌在提比哩亞海再次跟門徒見面，神奇地使他們得着豐富的漁獲，並與他們一起吃早飯。他三次問彼得是否愛他。彼得再三重申他愛耶穌，於是耶穌鄭重地説：“餵養我的小羊，”“牧養我的羊，”“餵養我的羊。”然後他預言將來彼得會怎樣死而榮耀上帝。彼得問主約翰將來會怎樣，耶穌説：“我若要他等到我來的時候，與你何干？”

## 基督新教觀點
約翰所記的好消息透過率直有力、深刻感人的描繪，把後來成為基督的「上帝之道」，上帝受膏的兒子的言行提供一項特寫。雖然約翰的文筆簡樸、用字淺易，由此表明他是個“沒有學問的小民”，然而他的叙述卻深具力量。（《使徒行傳》第4章第13节参）他的福音將父和子之間親密的愛，以及與他們聯合的人所享的福分和親愛關係發揮得淋漓盡致。約翰使用“愛”和“所愛的”二字的次數遠超於其他三本福音的總和。

### 道和天父的关系
约翰福音揭示，在太初，道和天父上帝之間存有奇妙的關係。按照上帝的安排，“道成了肉身，住在我們中間，充充滿滿地有恩典有真理。我們也見過他的榮光，正是父獨生子的榮光。”（《約翰福音》第1章第14节参）接着，在約翰的整個記載裏，耶穌自始至終强調他與父的關係在於他對天父的旨意表現全無懷疑的服從。耶穌對這種親密關係的描述在約翰福音第17章的感人禱告中達到了顛峰。他在禱告中向天父提出報告，表示他已完成了天父託付他在地上執行的工作，然後補充説：“父啊，現在求祢使我同祢享榮耀，就是未有世界以先，我同祢所有的榮耀。”（《約翰福音》第17章第5节参）

### 与门徒的关系
耶穌是上帝用來祝福門徒和人唯一的途徑，他的這個角色一直受到强調。福音將他稱為“上帝的羔羊”、“生命的糧”、“世界的光”、“好牧人”、「復活和生命」、“道路、真理、生命”和“真葡萄樹”。在“真葡萄樹”的比喻中，耶穌透露，團結並非局限於他與真正跟從者之間，更存在於他們與天父之間。藉着多結果子，他們得以榮耀天父。耶穌勸勉説：“我愛你們，正如父愛我一樣；你們要常在我的愛裏。”（《約翰福音》第15章第9节参）
耶穌熱切地祈求耶和華使他所深愛的這些門徒，以及「那些因他們的話信他的人」，與天父和他自己合一，並以真理使他們成聖。耶穌所作的禱告的最後幾句話把他的服事職務的目的表達出來：“我已將祢的名指示他們，還要指示他們，使祢所愛我的愛在他們裏面，我也在他們裏面。”（《約翰福音》第17章第20节参，《約翰福音》第17章第26节参）
儘管耶穌把門徒留在世上，卻賜給他們一位幫助者，就是“真理的聖靈”。再者，在與世界的關係方面，他向門徒提出適時的勸告，指示他們怎樣作“光明之子”而勝過世界。耶穌説：“你們若常常遵守我的道，就真是我的門徒；你們必曉得真理，真理必叫你們得以自由。”反過來，他對黑暗之子説：“你們是出於你們的父魔鬼，你們父的私慾你們偏要行。⋯⋯他不守真理，因他心裏沒有真理。”因此，基督徒應當決心時刻謹守真理，「以心靈和真理敬拜父，」並從耶穌的話獲得力量：“你們要放膽，我已經勝了世界。”

### 上帝的王国
约翰福音多次提到上帝的王國。耶穌受審時作證説：“我的國不屬這世界；我的國若屬這世界，我的臣僕必要爭戰，使我不至於被交給猶太人。只是我的國不屬這世界。”在答覆彼拉多的問題時，他接着説：“你説我是王。我為此而生，也為此來到世間，特為給真理作見證。凡屬真理的人就聽我的話。”（《約翰福音》第18章第36节至第37节参）凡是願意聆聽，得以“重生”進入上帝的國裏與君王聯合起來的人都快樂了。那些聽從牧者君王的聲音而贏得永生的「另外的羊」也快樂了。它寫下來的目的是“要叫你們信耶穌是基督，是上帝的兒子，並且叫你們信了他，就可以因他的名得生命”。

### 引用
1. ↑  《約翰福音》21:24：「為這些事作見證，並且記載這些事的，就是這門徒。我們也知道他的見證是真的。」
2. ↑  Bruce, F.F. . : 7.
3. ↑  歷史家優西比烏斯（約公元260–342年）引述伊里奈乌斯的評論説：“那甚至曾挨在主懷裏的門徒約翰在亞洲的以弗所定居時寫下了這部福音書。”参考The Ecclesiastical History, Eusebius, V, VIII, 4.
4. ↑  发现于埃及，现称为Papyrus Rylands 457（P52），包含约翰福音18:31～33, 37, 38，現藏於英國曼徹斯特的約翰·賴蘭德斯（John Rylands）圖書館裏
5. ↑  参看 Insight on the Scriptures, Vol. 1, page 323.
6. ↑  he Bible and Modern Scholarship, Sir Frederic Kenyon , 1949, p. 21.
7. ↑  参看《約翰福音》第20章第30节至第31节参
8. ↑  参看《約翰福音》第2章第13节参；《約翰福音》第6章第4节参；《約翰福音》第12章第1节参；《約翰福音》第13章第1节参
9. ↑  参看《約翰福音》第4章第35节参；《約翰福音》第5章第1节参。
10. ↑  参看 Insight on the Scriptures, Vol. 2, pages 57-8.
11. ↑  参看《約翰福音》第1章第1节至第4节参
12. ↑  参看《約翰福音》第1章第27节至第29节参
13. ↑  参看《約翰福音》第2章第17节参；《詩篇》第69篇至第9篇参
14. ↑  《約翰福音》第3章第21节至第29节参
15. ↑  参看《約翰福音》第4章第24节参，《約翰福音》第4章第34节参，《約翰福音》第4章第42节参
16. ↑  参看《約翰福音》第5章第28节至第29节参，《約翰福音》第5章第44节参。
17. ↑  参看《約翰福音》第6章第27节参，《約翰福音》第6章第53节参，《約翰福音》第6章第67节至第69节参
18. ↑  参看《約翰福音》第7章第28节至第29节参，《約翰福音》第7章第37节参，《約翰福音》第7章第46节参。
19. ↑  参看《約翰福音》第8章第12节参，《約翰福音》第8章第54节参，《約翰福音》第8章第58节参
20. ↑  参看《約翰福音》第10章第10节参，《約翰福音》第16章参
21. ↑  参看《約翰福音》第12章第19节参，《約翰福音》第12章第28节参，《約翰福音》第12章第36节参，《約翰福音》第12章第46节参。
22. ↑  参看《約翰福音》第13章第16节参，《約翰福音》第13章第34节至第35节参。
23. ↑  参看《約翰福音》第14章第6节参，《約翰福音》第14章第17节参，《約翰福音》第14章第28节参。
24. ↑  参看《約翰福音》第16章第27节参，《約翰福音》第16章第33节参。
25. ↑  参看《約翰福音》第17章第3节参，《約翰福音》第17章第11节参，《約翰福音》第17章第21节参。
26. ↑  参看《約翰福音》第19章第6节至第7节参，《約翰福音》第19章第11节参，《約翰福音》第19章第15节参。
27. ↑  参看《約翰福音》第19章第24节参，《約翰福音》第19章第32节至第37节参；《詩篇》第22篇至第18篇参；《詩篇》第34篇至第20篇参；《詩篇》第22篇至第17篇参；《[[]]》第12章第10节参
28. ↑  参看《約翰福音》第20章第16节参，《約翰福音》第20章第28节参，引文摘自《圣经新世界译本》
29. ↑  参看约翰福音《約翰福音》第21章第15节至第17节参，《約翰福音》第21章第22节参。
30. ↑  参看《約翰福音》第4章第34节参；《約翰福音》第5章第19节参，《約翰福音》第5章第30节参；《約翰福音》第7章第16节参；《約翰福音》第10章第29节至第30节参；《約翰福音》第11章第41节至第42节参；《約翰福音》第12章第27节参，《約翰福音》第12章第49节至第50节参；《約翰福音》第14章第10节参
31. ↑  参看《約翰福音》第14章第13节参，《約翰福音》第14章参；《約翰福音》第15章第16节参；《約翰福音》第16章第23节至第24节参
32. ↑  参看《約翰福音》第1章第29节参；《約翰福音》第6章第35节参；《約翰福音》第8章第12节参；《約翰福音》第10章第11节参；《約翰福音》第11章第25节参；《約翰福音》第14章第6节参；《約翰福音》第15章第1节参
33. ↑  参看《約翰福音》第14章第16节至第17节参；《約翰福音》第3章第19节至第21节参；《約翰福音》第12章第36节参
34. ↑  参看《約翰福音》第8章第31节参，《約翰福音》第8章第32节参，《約翰福音》第8章第44节参；《約翰福音》第4章第23节参；《約翰福音》第16章第33节参。
35. ↑  参看《約翰福音》第3章第3节参，《約翰福音》第3章第5节参；《約翰福音》第10章第16节参；《約翰福音》第20章第31节参。

### 简介
- Ulrich Busse: Das Johannesevangelium: Bildlichkeit, Diskurs und Ritual. Mit einer Bibliographie über den Zeitraum 1986–1998 = BETL 162. Leuven u.a. 2002. ISBN 978-90-429-1100-0.
- Joachim Kügler, Das Johannesevangelium, in: M. Ebner, S. Schreiber (Hg.), Einleitung in das Neue Testament, Stuttgart 2008, S. 208-228 ISBN 978-3-17-018875-4
- Ingo Broer, Einleitung in das Neue Testament. Studienausgabe, Würzburg 2006, S. 181–228 ISBN 978-3-429-02846-6
- Ludger Schenke: Das Johannesevangelium: Einführung – Text – dramatische Gestalt. Urban-TB 446. Kohlhammer, Stuttgart 1992 ISBN 978-3-17-011926-0
- Hartwig Thyen: Artikel Johannesevangelium. In: Theologische Realenzyklopädie 17 (1988), S. 200–225
- Raymond E. Brown: An Introduction to the Gospel of John. Edited, updated, introduced and concluded by Francis J. Moloney. The Anchor Bible Reference Library. Doubleday, New York u.a. 2003 ISBN 978-0-385-50722-6

评论文献
- Rudolf Bultmann: Das Evangelium des Johannes. KEK 2, Göttingen 1941 (10. Auflage 1978)
- Jürgen Becker: Das Evangelium nach Johannes. 2 Bände, Ökumenischer Taschenbuchkommentar zum Neuen Testament 4/1–2, Gütersloher Taschenbücher Siebenstern 505/506, Gütersloher Verlagshaus Mohn u.a., 3. Auflage, Gütersloh 1991
- Werner de Boor: Das Evangelium des Johannes. Wuppertaler Studienbibel NT, Brockhaus, Wuppertal 1994
- Gerhard Maier: Johannes-Evangelium. 2 Bände, Edition C Bibelkommentar 6/7, Hänssler, Neuhausen-Stuttgart 1996
- Günther Keil: Das Johannesevangelium. Ein philosophischer und theologischer Kommentar. Vandenhoeck & Ruprecht, Göttingen 1997, ISBN 978-3-525-53642-1
- Ludger Schenke: Johannes: Kommentar. Patmos-Verlag, Düsseldorf 1998, ISBN 978-3-491-77950-1
- Udo Schnelle: Das Evangelium nach Johannes. Theologischer Handkommentar zum Neuen Testament 4, Evangelische Verlagsanstalt, Leipzig 1998, ISBN 978-3-374-01673-0
- Ulrich Wilckens: Das Evangelium nach Johannes. NTD 4, 18. Auflage, Vandenhoeck & Ruprecht, Göttingen 2000, ISBN 978-3-525-51379-8
- Klaus Wengst: Das Johannesevangelium. Theologischer Kommentar zum Neuen Testament 4, Band Band 1: 2. durchgesehene und ergänzte Auflage, Stuttgart – Berlin – Köln 2004, ISBN 978-3-17-018198-4, Band 2: 1. Auflage 2001, ISBN 978-3-17-016981-4
- Sjef van Tilborg: Das Johannes-Evangelium. Ein Kommentar für die Praxis. Überarbeitet von Rainer Dillmann und Detlev Dormeyer. Katholisches Bibelwerk, Stuttgart 2005, ISBN 978-3-460-33128-0
- Hartwig Thyen: Das Johannesevangelium. Handbuch zum Neuen Testament 6, Mohr-Siebeck, Tübingen 2005, ISBN 978-3-16-148485-8

#### 问题研讨
执笔者、时间标注、可能来源
- W. Wilkens: Die Entstehungsgeschichte des vierten Evangeliums. Zürich 1958
- Eugen Ruckstuhl, Peter Dschulnigg: Stilkritik und Verfasserfrage im Johannesevangelium. Die johanneischen Sprachmerkmale auf dem Hintergrund des Neuen Testaments und des zeitgenössischen hellenistischen Schrifttums. Novum Testamentum et orbis antiquus 17, Universitätsverlag, Freiburg (CH) 1991, ISBN 978-3-7278-0740-4
- Gilbert Van Belle: The Signs Source in the Fourth Gospel. Historical Survey and Critical Evaluation of the Semeia Hypothesis. BETL 116. Univ. Press, Leuven u.a. 1994, ISBN 978-90-6186-624-4
- James H. Charlesworth: The Beloved Disciple. Whose Witness Validates the Gospel of John?. Trinity Press Intl., Valley Forge 1995 ISBN 978-1-56338-135-5
- Klaus Berger: Im Anfang war Johannes. Datierung und Theologie des vierten Evangeliums. 3. Auflage, Kaiser/Gütersloher Verlagshaus, Gütersloh 2004, ISBN 978-3-579-05201-4
- Reinhard Nordsieck: Johannes: Zur Frage nach Verfasser und Entstehung des vierten Evangeliums. Neukirchen 1998, ISBN 978-3-7887-1670-7
- Craig Blomberg: The Historical Reliability of John's Gospel. InterVarsity, Leicester 2001, ISBN 978-0-85111-484-2 (konservativ)
- Martin Hengel: Die johanneische Frage. Ein Lösungsversuch. Mit einem Beitrag zur Apokalypse von Jörg Frey, WUNT 67, Mohr, Tübingen 1993, ISBN 978-3-16-145836-1
- Thomas L. Brodie: The Quest for the Origin of John's Gospel. A Source-Oriented Approach. Oxford University Press, New York u.a. 1993, ISBN 978-0-19-505801-7
- John A.T. Robinson (Hrsg. Hans-Joachim Schulz): Johannes – das Evangelium der Ursprünge. Brockhaus, Wuppertal 1999, ISBN 978-3-417-29433-0 (Frühdatierung)

约翰福音和约翰书信
- Walter Schmithals: Johannesevangelium und Johannesbriefe. Forschungsgeschichte und Analyse. BZNW 64. de Gruyter, Berlin u.a. 1992, ISBN 978-3-11-013560-2 (ca. 200 S. Forschungsgeschichte)
- Moon-Geoung Kim: Zum Verhältnis des Johannesevangeliums zu den Johannesbriefen. Zur Verfasserschaft der 'johanneischen' Schriften in der Forschung. EHS 23/761. Lang, Frankfurt a.M. u.a. 2003, ISBN 978-3-631-51046-9

与对观福音的关系
- A. Denaux (Hrsg.): John and the Synoptics. BEThL 101. Leuven 1992
- D. Moody Smith: John among the Gospels. The Relationship in Twentieth-Century Research. Fortress Press, Minneapolis 1992 ISBN 978-0-8006-2530-6
- Manfred Lang: Johannes und die Synoptiker. Eine redaktionsgeschichtliche Analyse von Joh 18–20 vor dem markinischen und lukanischen Hintergrund. FRLANT 182. Vandenhoeck & Ruprecht, Göttingen 1999 ISBN 978-3-525-53866-1
- Michael Theobald: Herrenworte im Johannesevangelium. Herders biblische Studien 34. Herder, Freiburg i.Br. u.a. 2002 ISBN 978-3-451-27494-7
- Lawrence M. Wills: The Quest of the Historical Gospel. Mark, John, and the Origins of the Gospel Genre. Routledge, London u.a. 1997 ISBN 978-0-415-15093-4
- Goran Blaskovic: Johannes und Lukas. Eine Untersuchung zu den literarischen Beziehungen des Johannesevangeliums zum Lukasevangelium. Dissertationen, Theologische Reihe 84. EOS-Verl., St. Ottilien 2000 ISBN 978-3-8306-7019-3
- Peter Leander Hofrichter: Modell und Vorlage der Synoptiker. Das vorredaktionelle „Johannesevangelium“. Theologische Texte und Studien 6, Olms, Hildesheim u.a. (1997) 2., neubearbeitete Auflage 2002, ISBN 978-3-487-10371-6
- Peter Leander Hofrichter (Hrsg.): Für und wider die Priorität des Johannesevangeliums. Symposion in Salzburg am 10. März 2000. Theologische Texte und Studien 9, Olms, Hildesheim u.a. 2002, ISBN 978-3-487-11692-1

社会背景
- Klaus Wengst: Bedrängte Gemeinde und verherrlichter Christus. Ein Versuch über das Johannesevangelium. Kaiser-Taschenbücher 114, Christian-Kaiser-Verlag, 4. Auflage, München 1992, ISBN 978-3-459-01924-3
- Anthony J. Blasi: A Sociology of Johannine Christianity. Texts and Studies in Religion 69, Mellen, Lewiston NY u.a. 1997, ISBN 978-0-7734-8753-6
- Klaus-Michael Bull: Gemeinde zwischen Integration und Abgrenzung. Ein Beitrag zur Frage nach dem Ort der joh. Gemeinde(n) in der Geschichte des Urchristentums. Beiträge zur biblischen Exegese und Theologie 24, Lang, Frankfurt a.M. u.a. 1992, ISBN 978-3-631-44135-0
- Celestino G. Lingad: The Problems of Jewish Christians in the Johannine Community. Tesi gregoriana, Serie Teologia 73. Ed. Pontificia Università Gregoriana, Rom 2001, ISBN 978-88-7652-887-3

### 文献结构、文字学和比喻
- Eugen Ruckstuhl: Die literarische Einheit des Johannesevangeliums. NTOA 5. Freiburg, Göttingen 2. Aufl. 1987
- R. Alan Culpepper: Anatomy of the Fourth Gospel. A Study in Literary Design. Fortress Press, Philadelphia Repr. 1996 ISBN 978-0-8006-2068-4 (Pionier der narrativen Exegese des JohEv)
- Mark W.G. Stibbe (Hrsg.): The Gospel of John as Literature. An Anthology of Twentieth-Century Perspectives. New Testament Tools and Studies 17. Brill, Leiden u.a. 1993 ISBN 978-90-04-09848-0
- Fernando F. Segovia (Hrsg.): What is John? Readers and Readings of the Fourth Gospel. Society of Biblical Literature Symposium Series 3. Scholars Press, Atlanta GA 1996 ISBN 978-0-7885-0239-2
- Patrick Chatelion Counet: John, a Postmodern Gospel. Introduction to Deconstructive Exegesis Applied to the Fourth Gospel. Biblical Interpretation Series 44. Brill, Leiden u.a. 2000 ISBN 978-90-04-11661-0
- Larry Darnell George: Reading the Tapestry. A Literary Rhetorical Analysis of the Johannine Resurrection Narrative (John 20–21). Studies in Biblical Literature 14. Lang, New York u.a. 2000 ISBN 978-0-8204-4444-4
- Dirk F. Gniesmer: In den Prozeß verwickelt. Erzähltextanalytische und textpragmatische Erwägungen zur Erzählung vom Prozeß Jesu vor Pilatus (Joh 18,28–19,16a.b). Europäische Hochschulschriften 23/688. Lang, Frankfurt am Main u.a. 2000 ISBN 978-3-631-35870-2
- James L. Resseguie: The Strange Gospel. Narrative Design and Point of View in John. Biblical Interpretation Series 56. Brill, Leiden u.a. 2001 ISBN 978-90-04-12206-2
- Tobias Nicklas: Ablösung und Verstrickung. „Juden“ und Jüngergestalten als Charaktere der erzählten Welt des Joahnnesevangeliums und ihre Wirkung auf den impliziten Leser. Regensburger Studien zur Theologie 60. Lang, Frankfurt a.M. u.a. 2001 ISBN 978-3-631-37615-7
- Otto Schwankl: Licht und Finsternis. Ein metaphorisches Paradigma in den johanneischen Schriften. Herders biblische Studien 5. Herder, Freiburg i.Br. u.a. 1995 ISBN 978-3-451-23624-2
- D.A. Lee: The Symbolic Narratives of the Fourth Gospel. The Interplay of Form and Meaning. JSNTSup 95. JSOT Press, Sheffield 1994 ISBN 978-1-85075-468-8
- Craig R. Koester: Symbolism in the Fourth Gospel. Meaning, Mystery, Community. Fortress Press, Minneapolis MN 2. Aufl. 2003 ISBN 978-0-8006-3594-7

### 选摘神学主题
上帝的形象
- Edith Zingg: Das Reden von Gott als „Vater“ im Johannesevangelium. Herders biblische Studien 48. Herder, Freiburg i.Br. u.a. 2006 ISBN 978-3-451-28950-7
- Adele Reinhartz (Hrsg.): God the Father in the Gospel of John. Semeia 85. Soc. of Biblical Literature, Atlanta GA 1999
- Marianne Meye Thompson: The God of the Gospel of John. Eerdmans, Grand Rapids 2001 ISBN 978-0-8028-4734-8
- Daniel Rathnakara Sadananda: The Johannine Exegesis of God. An Exploration into the Johannine Understanding of God. BZNW 121. de Gruyter, Berlin u.a. 2004 ISBN 978-3-11-018248-4

基督学
- Udo Schnelle: Antidoketische Christologie im Johannesevangelium. FRLANT 144. Göttingen 1987
- William Loader: The Christology of the Fourth Gospel. Structure and Issues. Beiträge zur biblischen Exegese und Theologie 23. Lang, Frankfurt a.M. u.a. 2. Aufl. 1992 ISBN 978-3-631-44943-1
- Marianne Meye Thompson: The Incarnate Word. Perspectives on Jesus in the Fourth Gospel. Hendrickson, Peabody MA 1993 ISBN 978-1-56563-025-3
- Johanna Rahner: „Er aber sprach vom Tempel seines Leibes“. Jesus von Nazaret als Ort der Offenbarung Gottes im vierten Evangelium. Bonner biblische Beiträge 117. Philo, Bodenheim 1998 ISBN 978-3-8257-0097-3
- Johannes Frühwald-König: Tempel und Kult. Ein Beitrag zur Christologie des Johannesevangeliums. Biblische Untersuchungen 27. Pustet, Regensburg 1998 ISBN 978-3-7917-1581-0
- Joachim Kügler: Der andere König. Religionsgeschichtliche Perspektiven auf die Christologie des Johannesevangeliums. Stuttgarter Bibelstudien 178. Verl. Kath. Bibelwerk, Stuttgart 1999 ISBN 978-3-460-04781-5
- Markus Sasse: Der Menschensohn im Evangelium nach Johannes. Texte und Arbeiten zum neutestamentlichen Zeitalter 35. Francke, Tübingen/Basel 2000 ISBN 978-3-7720-2827-4
- Hans-Christian Kammler: Christologie und Eschatologie. Joh 5,17–30 als Schlüsseltext johanneischer Theologie. WUNT 126. Mohr Siebeck, Tübingen 2000 ISBN 978-3-16-147295-4
- Tobias Kriener: „Glauben an Jesus“ – ein Verstoß gegen das zweite Gebot? Die johanneische Christologie und der jüdische Vorwurf des Götzendienstes. Neukirchener theologische Dissertationen und Habilitationen 29. Neukirchener Verl., Neukirchen-Vluyn 2001 ISBN 978-3-7887-1816-9
- Ruben Zimmermann: Christologie der Bilder im Johannesevangelium: die Christopoetik des vierten Evangeliums unter besonderer Berücksichtigung von Joh 10 (WUNT 171),München 2004 ISBN 978-3-16-148388-2

十字架神学
- Thomas Knöppler: Die theologia crucis des Johannesevangeliums. Das Verständnis des Todes Jesu im Rahmen der johanneischen Inkarnations- und Erhöhungschristologie. Wissenschaftliche Monographien zum Alten und Neuen Testament 69. Neukirchener Verl., Neukirchen-Vluyn 1994 ISBN 978-3-7887-1501-4
- Hanjo-Christoph Kollmann: Die Kreuzigung Jesu nach Joh 19,16–22. Ein Beitrag zur Kreuzestheologie des Johannes im Vergleich mit den Synoptikern. EHS 23/710. Lang, Frankfurt am Main u.a. 2000 ISBN 978-3-631-37132-9

末世论
- Jörg Frey: Die johanneische Eschatologie. 3 Bde. Mohr Siebeck, Tübingen 1997–2000
  - Bd. 1: Ihre Probleme im Spiegel der Forschung seit Reimarus. WUNT 96. 1997 ISBN 978-3-16-146716-5
  - Bd. 2: Das johanneische Zeitverständnis. WUNT 110. 1998. ISBN 978-3-16-146845-2
  - Bd. 3: Die eschatologische Verkündigung in den johanneischen Texten. WUNT 117. 2000 ISBN 978-3-16-147088-2

约翰福音中的爱
- Enno Edzard Popkes: Die Theologie der Liebe Gottes in den johanneischen Schriften. Zur Semantik der Liebe und zum Motivkreis des Dualismus. WUNT II/197. Mohr Siebeck, Tübingen 2005 ISBN 978-3-16-148669-2
- Jörg Augenstein: Das Liebesgebot im Johannesevangelium und in den Johannesbriefen. Beiträge zur Wissenschaft vom Alten und Neuen Testament 134 = Folge 7, H. 14. Kohlhammer, Stuttgart u.a. 1993 ISBN 978-3-17-012687-9

与犹太教和希伯来旧约的关系
- Dietrich Neuhaus (Hrsg.): Teufelskinder oder Heilsbringer – die Juden im Johannes-Evangelium. Arnoldshainer Texte 64. Haag + Herchen, Frankfurt a.M. 2. Aufl. 1993 ISBN 978-3-86137-074-1
- Pierre Grelot: Les juifs dans l'Evangile selon Jean. Enquête historique et réflexion théologique. Cahiers de la Revue biblique 34. Gabalda, Paris 1995 ISBN 978-2-85021-081-5
- Reimund Bieringer u.a. (Hrsg.): Anti-Judaism and the Fourth Gospel. Papers of the Leuven Colloquium, 2000. Jewish and Christian Heritage Series 1. Royal Van Gorcum, Assen 2001 ISBN 978-90-232-3712-9
- Manfred Diefenbach: Der Konflikt Jesu mit den „Juden“. Ein Versuch zur Lösung der johanneischen Antijudaismus-Diskussion mit Hilfe des antiken Handlungsverständnisses. Neutestamentliche Abhandlungen N.F. 41. Aschendorff, Münster 2002 ISBN 978-3-402-04789-7
- Raimo Hakola: Identity Matters. John, the Jews and Jewishness. Supplements to Novum Testamentum 118. Brill, Leiden u.a. 2005 ISBN 978-90-04-14324-1
- Rudolf Pesch: Antisemitismus in der Bibel? Das Johannesevangelium auf dem Prüfstand. Sankt-Ulrich-Verl., Augsburg 2005 ISBN 978-3-936484-44-1 Inhaltsverzeichnis （页面存档备份，存于）
- Adele Reinhartz: Freundschaft mit dem geliebten Jünger. Eine jüdische Lektüre des Johannesevangeliums. Theol. Verl., Zürich 2005 ISBN 978-3-290-17358-6
- Andreas Obermann: Die christologische Erfüllung der Schrift im Johannesevangelium. Eine Untersuchung zur johanneischen Hermeneutik anhand der Schriftzitate. WUNT 2/83. Mohr, Tübingen 1996 ISBN 978-3-16-146530-7
- Margaret Daly-Denton: David in the Fourth Gospel. The Johannine Reception of the Psalms. AGJU 47. Brill, Leiden u.a. 2000 ISBN 978-90-04-11448-7
- Andrew C. Brunson: Psalm 118 in the Gospel of John. An Intertextual Study on the New Exodus Pattern in the Theology of John. WUNT II/158. Mohr Siebeck, Tübingen 2003 ISBN 978-3-16-147990-8
- Gary T. Manning: Echoes of a Prophet. The Use of Ezekiel in the Gospel of John and in Literature of the Second Temple Period. JSNTSup 270. T. & T. Clark, Edinburgh 2004 ISBN 978-0-567-08086-8

#### 历史影响
- Michael Mees: Die frühe Rezeptionsgeschichte des Johannesevangeliums am Beispiel von Textüberlieferung und Väterexegese. Forschung zur Bibel 72. Echter-Verl., Würzburg 1994 ISBN 978-3-429-01604-3
- Titus Nagel: Die Rezeption des Johannesevangeliums im 2. Jahrhundert. Studien zur vorirenäischen Aneignung und Auslegung des vierten Evangeliums in christlicher und christlich-gnostischer Literatur. Arbeiten zur Bibel und ihrer Geschichte 2. Evang. Verlagsanst., Leipzig 2000 ISBN 978-3-374-01821-5
- Seán P. Kealy: John's Gospel and the History of Biblical Interpretation. Mellen Biblical Press, Lewiston NY u.a. 2002
- Cornel Heinsdorff: Christus, Nikodemus und die Samaritanerin bei Juvencus. Mit einem Anhang zur lateinischen Evangelienvorlage. Untersuchungen zur antiken Literatur und Geschichte 67, Berlin/New York 2003 ISBN 978-3-11-017851-7

#### 精神分析学，交叉宗教学解释
- Anselm Grün: Jesus – Tür zum Leben. Das Evangelium des Johannes. Kreuz Verl., Stuttgart/Zürich 2002 ISBN 978-3-7831-2107-0
- Helmut Hark: Unser tiefstes Lebensgeheimnis. Die Spiritualität des Johannes-Evangeliums. Kösel, München 2004 ISBN 978-3-466-36644-6
- Eugen Drewermann: Das Johannesevangelium. Bilder einer neuen Welt. 2 Bde. Patmos, Düsseldorf 2003 (Bd. 1: Joh 1–10; Bd. 2: Joh 11–21)
- [Ravi Ravindra: Mystisches Christentum. Das Johannesevangelium im Licht östlicher Weisheit. Fischer 13029. Fischer-Taschenbuch-Verl., Frankfurt a.M. 1996 ISBN 978-3-596-13029-0
- Benedikt Schwank: Evangelium nach Johannes. Erläutert für die Praxis. EOS-Verl., St. Ottilien 2., erw. Aufl. 1998 ISBN 978-3-88096-291-0
- Wolfgang Feneberg: Mystik und Politik Jesu. Ein Kommentar zu Johannes 1–12 im Gespräch der Religionen. Verl. Kath. Bibelwerk, Stuttgart 2004 ISBN 978-3-460-33167-9
- Franz J. Hinkelammert: Der Schrei des Subjekts. Vom Welttheater des Johannesevangeliums zu den Hundejahren der Globalisierung. Edition Exodus, Luzern 2001 ISBN 978-3-905577-46-4

### 阅读圣经
- （页面存档备份，存于） （繁體中文）
- （页面存档备份，存于） （简体中文）
- 思高讀經推廣中心：若望福音（天主教）